# Estado de Kayangel
Kayangel es un estado conformado por un atolón al norte de las islas Palaos, 24 km al norte de Koror.

## Historia
El estado fue colonizado por España desde finales del siglo XVI hasta 1899, cuando el territorio fue vendido al Imperio Alemán. Esta situación se mantendría hasta la Primera Guerra Mundial, cuando Japón tomó el control de los atolones. Estados Unidos gobernaría la zona desde la Segunda Guerra Mundial hasta la independencia de Palaos
El Parlamento de Palaos aprobó una resolución conjunta en enero de 2005 en la que apoyaba un acuerdo de 2002 entre el Estado de Kayangel y Palau Pacific Energy Inc. (PPE) en 2002, por el que se concedía a la compañía petrolera derechos exclusivos para explorar, perforar y producir petróleo en la zona marina circundante durante un periodo de tiempo determinado. Inicialmente, el gobierno de Palau se había opuesto por motivos medioambientales, pero luego cedió a una petición de 2003 de los residentes del Estado de Kayangel a favor de la exploración.

### Tifón Haiyan
En 2013 el Tifón Haiyan dejó su estela de destrucción en la isla, provocando que Kayangel fuera inundada en su totalidad, y todos los hogares fueron destruidos. No se informaron víctimas fatales, pero 69 personas quedaron damnificadas por este ciclón.

## Geografía
El atolón tiene una extensión de 2,6 km de largo y 1,3 km de ancho; de este atolón forma uno de los dieciséis estados del país. La superficie terrestre es de unos 1,4 km². Existe una laguna en el centro y está conformado por tres islas; la isla principal (de 1.39 km²), una pequeña isla con un campamento y un pequeño islote. Está habitado por aproximadamente 138 personas (en 2000).
Las únicas fuentes de energía vienen de paneles solares y de generadores personales. Existe una pequeña escuela y un almacén general. El acceso a la isla es por lancha rápida y toma dos horas el trayecto.
El estado consta de tres atolones con diferentes niveles de desarrollo: 
| Atolón             | Área (km²) | Área Total (km²) | Coordenadas                                 |
| ------------------ | ---------- | ---------------- | ------------------------------------------- |
| Kayangel           | 1.39       | 21.6             | 08°04′N 134°42′E / 8.067, 134.700           |
| Ngaruangel         | 0.02       | 20.1             | 08°10′N 134°38′E / 8.167, 134.633           |
| Velasco Reef       | -          | 330              | 08°20′29″N 134°36′45″E / 8.34139, 134.61250 |
| Estado de Kayangel | 1.40       | 372              |                                             |

## Atolón de Kayangel
El atolón de Kayangel (Ngcheangel), el único atolón habitado del estado de Kayangel, con la mayor parte (99%) de la superficie terrestre del estado de Kayangel, está situado a 08°04′N 134°42′E, a unos 35 km (22 mi) al norte de la isla de Babelthuap, la isla principal de Palau, pero a sólo 3 km (1,9 mi) al norte de la barrera de coral de Babelthuap. El atolón tiene unos 7,2 km de norte a sur y 3,7 km de ancho, con una superficie total de 20 km², incluida la laguna. La laguna tiene una profundidad media de 6 m y una profundidad máxima de 9,6 m, y en las fotografías aéreas se pueden detectar unos 25 grandes pináculos. El fondo de la laguna es mayoritariamente de arena. En el lado occidental del atolón, hay un pequeño paso para los barcos en la laguna, con una profundidad de sólo 2 a 4 metros (7 a 13 pies), llamado Ulach. La diversidad y abundancia de corales es baja en la laguna. Cerca del paso son comunes los peces grandes, los delfines y las tortugas marinas que buscan alimento.
Hay cuatro islotes densamente arbolados en el borde oriental y meridional del atolón de forma ovalada, de norte a sur, son Kayangel, Ngeriungs, Ngerebelas y Orak.

### Islote Kayangel
El islote Kayangel (también llamado Ngcheangel o Ngajangel), es el mayor y único islote habitado del atolón Kayangel y del estado de Kayangel. Tiene una longitud de 2.570 m de norte a sur y una anchura que oscila entre los 270 m del sur y los 700 m del norte. Su superficie es de unas 98 hectáreas. Hay cinco pueblos orientados principalmente a la orilla occidental (lado de la laguna). Se extienden a lo largo de 1,5 km de norte a sur y no están claramente separados unos de otros. Las aldeas son muy pequeñas desde cualquier punto de vista, ya que su población total es de sólo 138 habitantes. Juntos forman la capital del estado, Kayangel (Ngcheangel). De norte a sur:
1. Orukei
2. Dilong
3. Doko (con un muelle de 130 m de largo hacia el oeste en la laguna)
4. Olkang
5. Dimes

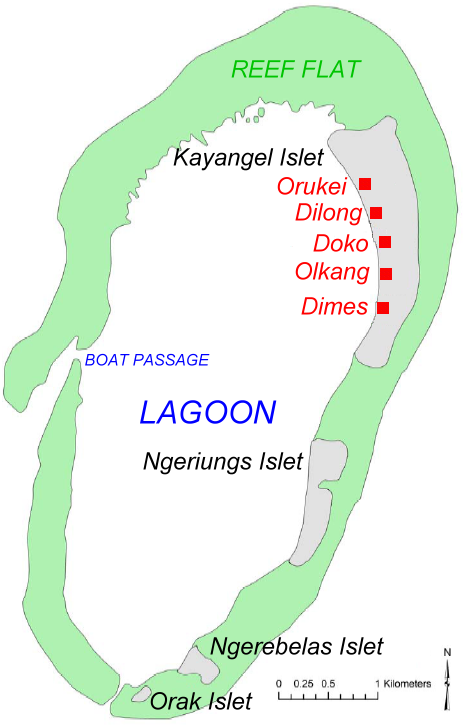
Mapa del Atolón de Kayangel

La única energía de la isla procede de paneles solares o generadores personales. Hay una pequeña escuela que va de los grados K a 9 y una pequeña biblioteca. La única compra que se puede hacer en la isla es en un pequeño almacén general, por lo demás es lo que los isleños pescan en el océano o cultivan en la tierra. Hay varias formas de llegar a la isla. Uno es la lancha rápida de la isla, que tarda unas dos horas, pero suele estar en reparación. Los modos más fiables son un pescador local o una empresa de buceo que realiza viajes regulares a la isla para bucear en los arrecifes que la rodean.

### Islote Ngeriungs
El islote Ngeriungs, situado a unos 820 m al sur del islote Kayangel, tiene 1.350 m de longitud de norte a sur y una anchura que oscila entre los 130 m en el sur y los 380 m en el norte, lo que supone una superficie de 27 ha. Hay un pequeño campamento.

### Islote Ngerebelas
El islote Ngerebelas, cerca del extremo sur del atolón Kayangel, a unos 1200 m (3.900 pies) al suroeste del extremo suroccidental del islote Ngeriungs, tiene un tamaño de 400 m (1.300 pies) de este a oeste por 370 m (1.210 pies) de norte a sur, con una superficie de 12 ha (30 acres).

### Islote Orak
El islote Orak, situado en el extremo sur del atolón Kayangel, a unos 290 m (950 pies) al suroeste del extremo suroccidental del islote Ngerebelas, tiene 210 m (690 pies) de longitud en dirección suroeste-noroeste y 90 m (300 pies) de ancho. Con una superficie de 1,5 ha (3,7 acres), es el más pequeño de los cuatro islotes del atolón Kayangel.

## Arrecife Ngaruangel
El Arrecife Ngaruangel (Ngaruangl), situado a 08°10′N 134°38′E, es un atolón incipiente, situado a 8,7 km (5,4 mi) al noroeste del atolón Kayangel, y separado de éste por el Pasaje Ngaruangl, un pasaje muy profundo (629 a 786 metros (2.064 a 2.579 pies) a 2 km (1,2 mi) de cada atolón) y 8 km (5,0 mi) de ancho. El atolón tiene 5,4 km (3,4 mi) de longitud de norte a sur, y de 1,8 km (1,1 mi) de ancho en el norte a 3,7 km (2,3 mi) en el sur, y unos 3 km (1,9 mi) de media. La superficie total, incluida la laguna, es de 15 km². La laguna es poco profunda, con una profundidad media de 6 m, tiene unos 115 arrecifes de pináculos y parches, y un paso para barcos por la parte noreste de la barrera de coral. El fondo de la laguna está cubierto de gruesos depósitos de arena y matorrales de Acropora de cuerno de ciervo. El arrecife está protegido por la Reserva de Ngaruangel.

### Isla de Ngaruangel
Hay un pequeño islote estéril y deshabitado, la isla Ngaruangel, en el centro del borde oriental del atolón, en su punto más oriental. La isla Ngaruangel tiene 200 m de longitud de norte a sur y una anchura de 65 m en el sur y 105 m en el norte. Hay un espigón de arena unido a la isla, que apunta al suroeste de la laguna, de 75 m de largo y 20 m de ancho. La superficie total de la isla es de 1,5 ha (3,7 acres).
El islote está formado casi en su totalidad por trozos de roca coralina áspera arrojada por el oleaje. La mayoría de los trozos son ásperos o afilados y son en gran parte del tipo Acropora reticulata, o de forma similar. La arena y la grava se limitan al lado de la laguna y al extremo sur. La altitud es de algo menos de un metro por encima de la marea alta.
No hay vegetación en el islote. La vida animal está representada por numerosas moscas grullas marinas. Los charranes son abundantes.

## Arrecife Velasco
El Arrecife Velasco, ubicado en 08 ° 20′29 ″ N 134 ° 36′45 ″ E es un atolón hundido al norte del Arrecife Ngaruangl, que se eleva abruptamente desde el lecho marino circundante, a 2000 metros (6.600 pies) de profundidad. No está claramente separado del arrecife Ngaruangl y aparece como su extensión norte grande pero sumergida en las imágenes de satélite. Se extiende más de 30 km (19 millas) hacia el norte y tiene hasta 14 km (8,7 millas) de ancho, lo que le da una forma ovalada, cubriendo un área de aproximadamente 330 km² (130 millas cuadradas). Gran parte del arrecife está inexplorado. La depresión central (laguna) tiene una profundidad de 31 a 55 m (102 a 180 pies), mientras que las profundidades a lo largo del borde (bordes exteriores) varían de 11,9 a 22 m (39 a 72 pies) (generalmente de 15 a 20 m (49 a 66 pies). ft)), en el que hay desbordes cuando las corrientes de marea son fuertes. La exposición a olas fuertes limita la diversidad y la cobertura de los corales en el arrecife Velasco.

## Gobierno y Política
El estado de Kayangel, con menos de 60 habitantes, tiene un jefe ejecutivo elegido, llamado gobernador. El estado también tiene una legislatura elegida cada cuatro años. La población del estado elige a uno de los miembros de la Cámara de Delegados de Palaos.

## Educación
El Ministerio de Educación gestiona las escuelas públicas.
La escuela primaria JFK Kayangel se construyó en 1965; inicialmente los alumnos recibían clases en un bai. Sustituyó a las escuelas de Babeldaob, ya que los alumnos de Kayangel asistían previamente a esas escuelas. La Escuela Primaria Ngaraard, en Ngaraard, atendía anteriormente a Kayangel.
La Escuela Secundaria de Palau, en Koror, es la única escuela secundaria pública del país, por lo que los niños de esta comunidad acuden a ella.